# Carl Carleson
Carl Carleson,  född den 11 maj 1703 i Stockholm, död där den 22 mars 1761, var  ämbetsman och författare. Föräldrar: grosshandlaren Carl Ivarsson och Brita Sundman. Bror till Edvard Carleson. Gift 1744 med Maria Regina Ehrenkrook.

## Biografi
Under pestens härjningar i Stockholm 1710 förlorade Carleson sina föräldrar och höll på att själv falla offer för farsoten. Han upptogs som eget barn av en av faderns vänner, utmärkte sig tidigt för sällsynta naturgåvor och var ständigt framför sina kamrater, ehuru han syntes använda mindre flit än de i sina studier.
Carleson blev vid tjugotvå års ålder anställd som tjänsteman i kanslikollegium, där han 1746 blev sekreterare.
1747 befordrades han till lagman i Kalmar läns och Ölands lagsaga. 1750 utbytte han denna lagsaga mot lagmansdömet i Södermanlands lagsaga. 1757 fick han ämbetet som statssekreterare för krigsärendena.
För övrigt användes han ofta i den tidens mångfaldiga kommissioner. 1755 blev han ledamot av Vetenskapsakademien. 1746 blev han adlad och antog, liksom brodern, namnet Carleson (han hette förut Carlsson).